# Igor Avrunin
Igor Avrunin (sometimes spelled Igor Avronin; tiếng Nga: Игорь Аврунин, 16 tháng 7 năm 1957 - 7 tháng 1 năm 2020) là một vận động viên điền kinh người Israel gốc Liên Xô.
Anh đã lập kỷ lục Israel trong nội dung ném đĩa nam vào ngày 1 tháng 6 năm 1991 với mức 62,24 m và ném búa nam vào ngày 22 tháng 6 năm 1991 với mức 19,09 m. Anh vẫn là người giữ kỷ lục Israel cho đến nay.
Anh có chiều cao 1,94 m (6 feet 4+1⁄2 inch) và cân nặng 125 kilogram (276 pound) trong suốt sự nghiệp thi đấu của mình.
Igor Avrunin đã di cư đến Israel vào năm 1990.
Avrunin tham gia Giải vô địch Thế giới năm 1991 tại Tokyo và Giải vô địch Thế giới trong nhà IAAF năm 1991 tại Seville, Tây Ban Nha.